# فینال لیگ قهرمانان اروپا ۲۰۰۵
فینال لیگ قهرمانان اروپا ۲۰۰۵، رقابت پایانی لیگ قهرمانان اروپا در فصل ۰۵–۲۰۰۴ میلادی است که مابین دو تیم لیورپول و آ.ث. میلان در استادیوم المپیک آتاترک، استانبول برگزار شد. این دیدار که از آن به عنوان معجزه استانبول یا حماسه استانبول یاد می‌کنند به عنوان به یاد ماندنی‌ترین فینال تاریخ لیگ قهرمانان اروپا برگزیده شده‌است.

تیم لیورپول پس از تساوی در وقت‌های قانونی و اضافی این بازی، توانست در ضربات پنالتی قهرمان این دوره از پیکارهای لیگ قهرمانان اروپا شود.

## مسیر تا فینال

### لیورپول
در این پیکارها تیم لیورپول به دلیل آن‌که در رقابت‌های لیگ برتر فصل ۲۰۰۳-۲۰۰۴ در مکان سوم جدول جای گرفته بود برای حضور در رقابت‌های لیگ قهرمانان اروپا، فصل ۰۵–۲۰۰۴، بر پایه قوانین وقت یوفا، ابتدا باید در مرحله حذفی پیکارها به رقابت می پرداخت. این تیم پس از قرعه کشی مرحله پلی آف به مصاف تیم آ.ک گراتز اتریش رفت که توانست در مجموع دو بازی رفت و برگشت این تیم را با نتیجه ۲ بر۱ از پیش روی بردارد.

لیورپول سپس در دور گروهی با سه تیم موناکو، دیپورتیوو لاکرونیا و باشگاه المپیاکوس در گروه نخست بازی‌ها جای گرفت که پس از موناکو به عنوان تیم دوم راهی مرحله یک هشتم نهایی مسابقات شد.

لیورپول در بازی پایانی دور گروهی، باید در ورزشگاه آنفیلد به مصاف تیم المپیاکوس می‌رفت و برای صعود به دور بعد در این بازی حساس به برد بیشتر از ۲ گل نیاز داشت اما لیورپول تا دقیقه ۸۶ با نتیجه ۲ بر ۱ جلو بود. این برد همچنان بدین معنا بود که تیم المپیاکوس به دور بعد صعود خواهد کرد، اما در این دقیقه با شوت استیون جرارد از پشت محوطه جریمه، تیم لیورپول ۳-۱ پیش افتاد که در پایان بازی، لیورپول با همین نتیجه پس از موناکو به عنوان تیم دوم راهی دور بعدی شد. این گل کاپیتان جرارد، لیورپول را برای نخستین بار در شکل جدید برگزاری رقابت‌های لیگ قهرمانان اروپا راهی مرحله یک هشتم نهایی کرد، به همین دلیل در طی رای‌گیری به عمل آمده از سوی هواداران این تیم، این گل به عنوان مهم‌ترین گل تاریخ باشگاه لیورپول در بازی‌های برگزار شده در ورزشگاه آنفیلد انتخاب شد.

### آ.ث.میلان
باشگاه آ.ث. میلان که به عنوان قهرمانی فصل ۲۰۰۳-۲۰۰۴ سری آ ایتالیا دست یافته بود به‌طور خودکار جواز حضور در مرحله گروهی این پیکارها را به دست آورده بود که پس از قرعه کشی با سه تیم بارسلونا، سلتیک و تیم شاختار دونتسک از اوکراین هم گروه شد. میلان در پایان این دور با کسب ۱۳ امتیاز از ۶ بازی به عنوان سر گروه به دور بعدی پیکارهای لیگ قهرمانان اروپا صعود کرد.
- خلاصه راه پیموده شده دو تیم تا پیش از بازی فینال استانبول:

| تیم        | بازی | برد | مساوی | باخت | زده | خورده | تفاضل | امتیاز |
| ---------- | ---- | --- | ----- | ---- | --- | ----- | ----- | ------ |
| آ.ث. میلان | ۶    | ۴   | ۱     | ۱    | ۱۰  | ۳     | ۷+    | ۱۳     |
| بارسلونا   | ۶    | ۳   | ۱     | ۲    | ۹   | ۶     | ۳+    | ۱۰     |
| شاختار     | ۶    | ۲   | -     | ۴    | ۵   | ۹     | ۴-    | ۶      |
| سلتیک      | ۶    | ۱   | ۲     | ۳    | ۴   | ۱۰    | ۶-    | ۵      |

| تیم       | بازی | برد | مساوی | باخت | زده | خورده | تفاضل | امتیاز |
| --------- | ---- | --- | ----- | ---- | --- | ----- | ----- | ------ |
| موناکو    | ۶    | ۴   | -     | ۲    | ۱۰  | ۴     | ۶+    | ۱۲     |
| لیورپول   | ۶    | ۳   | ۱     | ۲    | ۶   | ۳     | ۳+    | ۱۰     |
| المپیاکوس | ۶    | ۳   | ۱     | ۲    | ۵   | ۵     | -     | ۱۰     |
| دیپورتیوو | ۶    | -   | ۲     | ۴    | -   | ۹     | ۹-    | ۲      |

## فینال استانبول

### تیم داوری
تیم داوری این مسابقه از کشور اسپانیا انتخاب شده بود.
| نام داور             | سمت        |
| -------------------- | ---------- |
| مانوئل مخوتو گونسالس | داور وسط   |
| کلمنس پلو            | کمک داور   |
| اسکار سامانیگو       | کمک داور   |
| آرتورو دودن ایبانیس  | داور چهارم |

### ترکیب دو تیم
| میلان | لیورپول |

|               |              |                          |      |
| پست بازیکن    | شماره بازیکن |                          |      |
| گلر           | ۱            | دیدا                     |      |
| مدافع         | ۲            | کافو                     |      |
| مدافع         | ۳۱           | یاپ استام                |      |
| مدافع         | ۱۳           | الساندرو نستا            |      |
| مدافع         | ۳            | پائولو مالدینی (کاپیتان) |      |
| هافبک         | ۲۱           | آندره آ پیرلو            |      |
| هافبک         | ۸            | جنارو گتوسو              | '۱۱۲ |
| هافبک         | ۲۰           | کلارنس سیدورف            | '۸۶  |
| مهاجم         | ۲۲           | کاکا                     |      |
| مهاجم         | ۷            | آندری شوچنکو             |      |
| مهاجم         | ۱۱           | هرنان کرسپو              | '۸۵  |
| ذخیره ها:     |              |                          |      |
| گلر           | ۴۶           | کریستین آبیاتی           |      |
| مدافع         | ۴            | کاخا کالادزه             |      |
| مدافع         | ۵            | الساندرو کاستاکورتا      |      |
| هافبک         | ۱۰           | روی کاستا                | '۱۱۲ |
| هافبک         | ۲۴           | ویکاش دوراسو             |      |
| هافبک         | ۲۷           | سرجیو                    | '۸۶  |
| مهاجم         | ۱۵           | یان دال توماسون          | '۸۵  |
| سرمربی:       |              |                          |      |
| کارلو آنچلوتی |              |                          |      |

|              |              |                        |     |     |
| پست بازیکن   | شماره بازیکن |                        |     |     |
| گلر          | ۱            | یرژی دودک              |     |     |
| مدافع        | ۳            | ستیون فینن             |     | '۴۶ |
| هافبک        | ۲۳           | جیمی کاراگر            | '۷۵ |     |
| مدافع        | ۴            | سامی هوپیا             |     |     |
| مدافع        | ۲۱           | جیمی ترائوره           |     |     |
| هافبک        | ۱۴           | ژاوی آلونسو            |     |     |
| هافبک        | ۱۰           | لوئیس گارسیا           |     |     |
| هافبک        | ۸            | استیون جرارد (کاپیتان) |     |     |
| هافبک        | ۶            | ژان آرن ریز            |     |     |
| مهاجم        | ۷            | هری کیول               |     | '۲۳ |
| مهاجم        | ۵            | میلان باروش            | '۸۱ | '۸۵ |
| ذخیره ها:    |              |                        |     |     |
| گلر          | ۲۰           | اسکات کارسن            |     |     |
| مدافع        | ۱۷           | ژوزه می                |     |     |
| هافبک        | ۱۶           | دیتمار هامان           |     | '۴۶ |
| هافبک        | ۱۸           | آنتونیو نونیز          |     |     |
| هافبک        | ۲۵           | ایگور بیشان            |     |     |
| مهاجم        | ۹            | جیبریل سیسه            |     | '۸۵ |
| مهاجم        | ۱۱           | ولادیمیر اسمیچر        |     | '۲۳ |
| سرمربی:      |              |                        |     |     |
| رافائل بنیتز |              |                        |     |     |

### نیمه نخست
لیورپول بازی را با ترکیب ۴-۴-۱-۱ آغاز کرد، حال آنکه میلان با ترکیب ۴-۴-۲ درخت کاج بازی را آغاز کرد. در نیمه اول لیورپول در سمت راست و میلان در سمت چپ تصویر قرار داشت. میلان خیلی زود در دقیقه اول بازی به وسیله کاپیتان پائولو مالدینی به گل اول دست یافت. پایه‌گذار این گل آندره آ پیرلو بود که با یک ضربه آزاد توپ را از سمت راست بر روی دروازه سانتر کرد که پائولو مالدینی با یک ضربه والی زیبا توانست دروازه لیورپول را بگشاید. فشار حملات میلان بر روی دروازه لیورپول همچنان ادامه داشت تا اینکه پس از مصدومیت هری کیول در دقیقه ۲۳، سرمربی لیورپول رافائل بنیتز، تصمیم گرفت که به جای او ولادیمیر اسمیچر را به میدان بفرستد، اما پس از گذشت ۱۵ دقیقه در دقیقه ۳۹، میلان با گل‌زنی هرنان کرسپو به گل دوم نیز دست یافت. چند دقیقه پس از این گل نیز در دقیقه ۴۴ هرنان کرسپو توانست با پاس کاکا گل سوم میلان را به ثمر برساند تا با این حساب نیمه اول را میلان با نتیجه ۳-۰ برنده به رختکن برود.

### نیمه دوم
لیورپول در بین دو نیمه ستیون فینن را بیرون کشید و به جای او دیتمار هامان را به بازی آورد. در حالی که همگان گمان می‌کردند میلان بازی را برده‌است  اما جریان نیمه دوم کاملاً برعکس نیمه اول بود. لیورپول ابتدا با ضربه سر کاپیتان استیون جرارد در دقیقه ۵۴ به گل اول دست یافت، دو دقیقه بعد ولادیمیر اسمیچر از پشت محوطه جریمه با یک شوت سرکش حساب کار را به نتیجه ۳-۲ تغییر داد. ۳ دقیقه پس از گل اسمیچر، جنارو گتوسو در محوطه جریمه با سرنگون کردن استیون جرارد، لیورپول را صاحب یک ضربه پنالتی کرد. ژاوی آلونسو مأمور زدن این ضربه پنالتی بود. هرچند که در آغاز این ضربه پنالتی توسط دیدا مهار شد ولی آلونسو توپ برگشتی را به گل تبدیل کرد تا با این گل نتیجه بازی ۳-۳ مساوی شود. این شش دقیقه، یعنی از دقیقه ۵۴ تا ۶۰ که لیورپول در آن توانست باخت ۳-۰ را به تساوی ۳-۳ تبدیل کند به عنوان "جنون ۶ دقیقه‌ای لیورپول" معروف است. هواداران لیورپول معتقدند که این شش دقیقه سبب تغییر کلی در روند تاریخ باشگاه لیورپول شد.  همچنین این شش دقیقه از سوی روزنامه تلگراف به عنوان برجسته‌ترین لحظه ورزشی در دهه اول سده بیست و یکم میلادی انتخاب شد.. با این تساوی کار به وقت‌های اضافه کشیده شد.

### وقت اضافی
در ۳۰ دقیقه وقت اضافه توپی از خط دروازه‌ها نگذشت تا سرانجام کار به ضربات پنالتی کشیده شود. مهم‌ترین صحنه در وقت‌های اضافی این بازی، شوت آندری شوچنکو در درون شش قدم محوطه جریمه لیورپول بود که با واکنش یرژی دودک آن شوت مهار شد. این عکس‌العمل دودک از سوی اتحادیه فوتبال اروپا، به عنوان برجسته‌ترین لحظه در تاریخ لیگ قهرمانان اروپا انتخاب شده‌است.

### ضربات پنالتی
ضربات پنالتی با نتیجه ۳-۲ به سود لیورپول پایان یافت، تا بدین صورت لیورپول برای بار پنجم فاتح لیگ قهرمانان اروپا شود. آخرین قهرمانی لیورپول در این پیکارها۲۱ سال پیش در فصل ۱۹۸۳-۸۴ به دست آمده بود. 
| پنالتی                     | لیورپول         | پنالتی                     | میلان           |
| -------------------------- | --------------- | -------------------------- | --------------- |
| Penalty scored             | دیتمار هامان    | از دست دادن پنالتی (saved) | سرجیو           |
| Penalty scored             | جیبریل سیسه     | از دست دادن پنالتی (saved) | آندره آ پیرلو   |
| از دست دادن پنالتی (saved) | ژان آرن ریز     | Penalty scored             | یان دال توماسون |
| Penalty scored             | ولادیمیر اسمیچر | Penalty scored             | کاکا            |
| -                          | -               | از دست دادن پنالتی (saved) | آندری شوچنکو    |

## آمار بازی
| آمار          | میلان | لیورپول |
| ------------- | ----- | ------- |
| گل            | ۳     | ۳       |
| شوت           | ۲۲    | ۱۵      |
| شوت در چارچوب | ۱۰    | ۷       |
| مالکیت توپ %  | ۵۵٪   | ۴۵٪     |
| ضربه کرنر     | ۱۰    | ۴       |
| خطا           | ۱۶    | ۲۳      |
| آفساید        | ۷     | ۵       |
| کارت زرد      | ۰     | ۲       |
| کارت قرمز     | ۰     | ۰       |